# Kmur
Kmur je planina u općini Foča u BiH. Najviši vrh planine je na 1508 m.